# Xylotrechus mixtus
Xylotrechus mixtus är en skalbaggsart som beskrevs av Plavilstshikov 1940. Xylotrechus mixtus ingår i släktet Xylotrechus och familjen långhorningar. Inga underarter finns listade i Catalogue of Life.